# كرستي ميسيركوف
كرستي بيتكوف ميسيركوف (18 نوفمبر 1874 – 26 يوليو 1926)، فقيه لغوي، وصحفي، ومؤرخ، وعالم في وصف الأعراق البشرية من منطقة مقدونيا.
في الفترة بين الأعوام 1903 و1905، نشر كتابًا ومجلة علمية شدّد فيهما على وجود هوية وطنية مقدونية متميزة عن باقي دول البلقان، وحاول تقعيد لغة مقدونية معيارية تستند إلى اللهجات المقدونية الغربية الوسطى. خلص استطلاع للرأي أجري في جمهورية مقدونيا (المسمّاة حاليًا، مقدونيا الشمالية) إلى اعتبار ميسيركوف «الشخصية المقدونية الأكثر أهمية في القرن العشرين». لجهوده في تقنين لغة مقدونية معيارية، غالبًا ما يُعتبر «مؤسس اللغة الأدبية المقدونية الحديثة».
وميسيركوف هو أحد مؤسسي جمعية مقدونيا-أدرنا السرية الموالية لبلغاريا والتي تأسست في العام 1900 في سانت بطرسبرغ. في العام 1905 بدأ ينشر مقالات مكتوبة بغالبها من وجهة نظر قومية بلغارية في الصحافة التابعة للمنظمة الثورية الداخلية المقدونية. في مذكراته التي كتبها خلال حروب البلقان، روّج لآراء مؤيدة للقومية البلغارية. خلال الحرب العالمية الأولى، أصبح عضوًا في البرلمان المحلي في منطقة بيسارابيا ممثلًا عن الأقلية البلغارية فيها. تحوّل ميسيركوف إلى اعتناق القومية المقدونية في العام 1919. وخلال عشرينيات القرن العشرين تقلّبت وجهات نظره مرة تلو الأخرى، وشجع السلاف المقدونيين على تبني هوية وطنية بلغارية. توفي ميسيركوف في العام 1926 ودُفن في مقبرة صوفيا المركزية بدعم مالي من وزارة التربية بصفته تربويًا بلغاريًا يستحق التكريم.
نظرًا لتعبير ميسيركوف عن وجهات نظر متضاربة حول الهوية الوطنية للسلاف المقدونيين في مراحل مختلفة من حياته، فإن انتماءه القومي وإرثه ما يزالان محط نزاع بين بلغاريا ومقدونيا الشمالية. ورغم أن أعمال وشخصية ميسيركوف ما تزال مثيرة للجدل والخلاف إلى حد بعيد، فقد حاول بعض العلماء الدوليين التوفيق بين التصريحات المتضاربة والمتناقضة التي أدلى بها ميسيركوف. وفقًا للمؤرخ إيفو باناك، فقد نظر ميسيركوف إلى نفسه وسلاف مقدونيا باعتبارهم بلغاريين، واعتنق القومية البلغارية في سياق وحودية البلقان الأكبر. ومع ذلك، في سياق الوحدة/الأمة البلغارية الكبرى، سعى ميسيركوف إلى التمايز الثقافي والوطني عن غيره من البلغاريين، وأطلق على نفسه وسلاف مقدونيا تسمية المقدونيين.

## سيرته

### السنوات المبكرة
ولد كرستي بيتكوف ميسيركوف في 18 نوفمبر 1874 في قرية بوستول في ولاية سالونيك التابعة للإمبراطورية العثمانية (في اليونان المعاصرة). بدأ تعليمه الابتدائي في المدرسة اليونانية المحلية، حيث درس حتى الصف السادس الابتدائي، إنما منعه وضع عائلته المتردي ماليًا من مواصلة تعليمه الإضافي في تلك المرحلة، فترك المدرسة. في تلك الفترة، شرعت الحكومة الصربية في دعم جهود تبني فكرة القومية المقدونية المؤيدة للصرب وتجنيد الشباب من أجل «صربنتهم». بعد ذلك، تقدم ميسيركوف بطلب ونجح في الحصول على منحة دراسية من الجمعية الصربية، «جمعية القديس سافا».

### سيركوف في صربيا
درس ميسيركوف لفترة في صربيا، وبعد مدة وجيزة أيقن أن الترويج للأفكار والدعاية الموالية للصرب هو الهدف الرئيسي للتعليم الذي قدمته جمعية القديس سافا. دفعت السياسة التي مارستها الجمعيةُ ميسيركوف والطلابَ المقدونيين الآخرين إلى الخروج في مظاهرة طلابية وتمرد ضد جمعية القديس سافا. نتيجة لذلك، انتقل ميسيركوف ورفاقه من بلغراد إلى صوفيا. ثم واجه وضعًا مماثلًا في بلغاريا، إنما هذه المرة واجه الدعاية الموالية لبلغاريا. عاد ميسيركوف إلى صربيا لمواصلة تعليمه، ولكنه لم يوفق في ذلك، إذ رفضته جمعية سانت سافا، على الأرجح لدوره في الاحتجاجات التي خرجت ضدها. نظرًا لاستعداده للحصول على تعليم عالٍ، فقد أُجبرته سلسلة من الأحداث على الالتحاق بمدرسة لاهوتية للمعلمين. وعلى غرار جمعية القديس سافا، كان لهذه المدرسة كذلك أهدافها الدعائية والتي أدت إلى تمرد طلابي آخر. وهكذا أنهت المدرسة برامجها وأُرسِل الطلاب إلى جميع أنحاء صربيا. أُرسِل ميسيركوف إلى مدينة شاباتس، حيث أنهى سنته الرابعة من التعليم الثانوي، إنما هذه المرة في مدرسة ثانوية محلية، والتي تصادف أنها آخر سنة له. في كل من صربيا وبلغاريا، عومل ميسيركوف وصديقه باعتبارهما صربًا أو بلغاريين من أجل قبولهما في النظام التعليمي. بعد المدرسة الثانوية، وبالرغم من تخرجه، التحق ميسيركوف بمدرسة ثانوية أخرى للمعلمين في بلغراد، حيث تخرج في العام 1895. في غضون ذلك، وفي العام 1893 على وجه التحديد، أسس ميسيركوف جمعية للطلاب تسمى «فاردار».

### ميسيركوف في الإمبراطورية الروسية
لم يُعترف بمؤهلاته التي حصل عليها في بلغراد في روسيا. لذا توجب على ميسيركوف أن يُعيد دراسته من البداية في المدرسة اللاهوتية في بولتافا. في العام 1897، تمكن من الالتحاق بجامعة سانت بطرسبرغ الإمبراطورية. وفيها انضم في البداية إلى رابطة الطلاب البلغاريين وجمعية مقدونيا-أدرنا السرية. كتب ميسيركوف عن تلك المرحلة من حياته في مقال بعنوان «المدرسة والاشتراكية» «—في العام 1897 التحقت بجامعة بتروغراد، ولمدة خمس سنوات كنت أُعتبر في أوساط الطلاب البلغاريين فردًا بلغاريًا وعضوًا في جمعية الطلاب البلغاريين». في هذه الجامعة ألقى ميسيركوف محاضرته العلمية الأولى عن علم الأعراق وتاريخ شبه جزيرة البلقان أمام أعضاء الجمعية الجغرافية الروسية الإمبراطورية.
في 15 نوفمبر 1900، أنشأ ميسيركوف، الذي كان طالبًا في السنة الثالثة في كلية التاريخ والفلسفة في ذلك الوقت، أنشأ مع طلاب آخرين في روسيا جماعة طلابية في سانت بطرسبرغ. تمثل الهدف الرئيسي للجماعة في الاستقلال السياسي لسكان مقدونيا وتراقيا، الذي أعلنته المنظمة الثورية الداخلية المقدونية، بتنفيذ وضمانة القوى العظمى. وفي رسالة بعث بها إلى رئيس اللجنة العليا لمقدونيا-أدرنة في 28 نوفمبر من العام نفسه، ذكر مؤسسو الجماعة أنه «لا يوجد بلغاري واحد لا يهمّه وضع ومصير ذلك الجزء من وطننا، والذي ما يزال يئن تحت نير الطغيان». في تلك المرحلة، اعتبر ميسيركوف الشعوب السلافية في مقدونيا وتراقيا على أنها بلغارية.
في وقت لاحق ترك ميسيركوف الجامعة، وانتقل إلى مقدونيا العثمانية.

### عودته إلى مقدونيا العثمانية
بعد مروره بضائقة مالية منعته من مواصلة تعليمه بعد التخرج، وافق على اقتراح الكنيسة البلغارية الأرثوذكسية بتعيينه مدرسًا في إحدى المدارس الثانوية في بوتلي. وعقد صداقة مع القنصل الروسي في بوتلي. وراح يخطط لافتتاح المدارس المحلية ونشر الكتب المدرسية باللغة المقدونية، لكن تغيرت خططه بعد نشوب انتفاضة إيليندن–بريوبراجينيه في العام 1903 واغتيال القنصل الروسي، وسرعان ما عاد إلى روسيا. في روسيا، نشر ميسيركوف عدة مقالات عن انتفاضة إيليندن–بريوبراجينيه ومبررات وأسباب اغتيال القنصل. بعد ذلك بوقت وجيز، كتب ميسيركوف كُتيب «الشؤون المقدونية» ونشره في صوفيا. وكتب هذا الكتاب باللهجة المقدونية الوسطى، وهاجم ميسيركوف في كتاباته الكنيسة البلغارية الأرثوذكسية، وانتفاضة إليندين، والمنظمة الثورية المقدونية الداخلية باعتبارها من فِعل البلغاريين. نتيجة لذلك، تعرض لملاحقة المنظمة الثورية المقدونية الداخلية، ويُعتقد أن أعضاءها دمروا كميات ضخمة من نسخ كتابه. بالإضافة إلى ذلك، يروي ميسيركوف أن دامي غرويف، وغوتشي ديلتشيف، وبوريس سارافوف، وأعضاء آخرين في المنظمة الثورية المقدونية الداخلية قد تعرضوا للاضطهاد من قبل المسؤولين الحكوميين البلغاريين والعثمانيين باعتبارهم انفصاليين مناهضين للبلغارية و/أو قوميين مقدونيين؛ ونتيجة لذلك، اضطروا إلى الفرار من المنطقة.